# Jakob Bauer

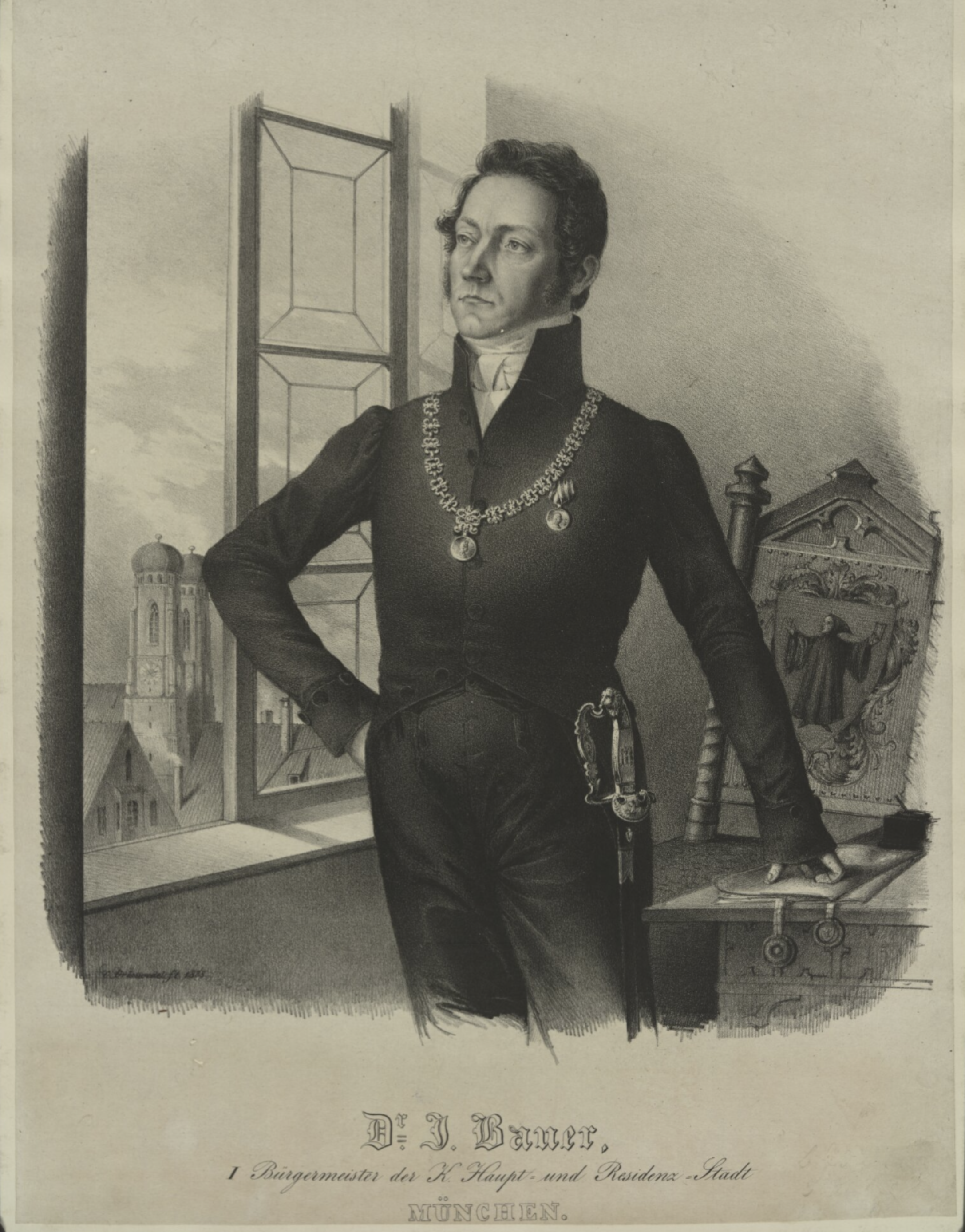
Jakob von Bauer, um 1838

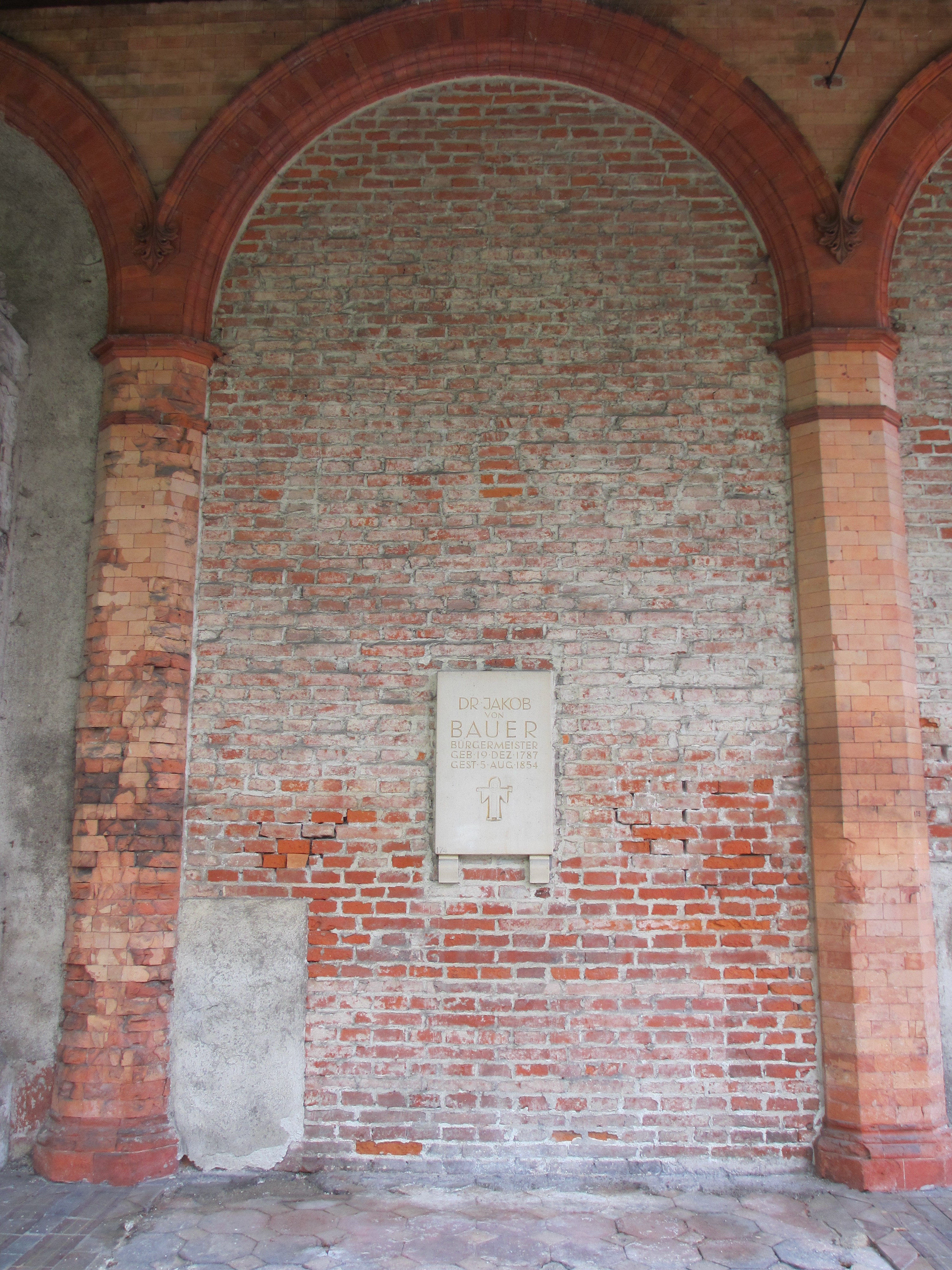
Grab von Jakob Bauer auf dem Alten Südlichen Friedhof

Jakob von Bauer (* 19. Dezember 1787 in Hirschau; † 5. August 1854) war ein bayerischer Politiker. Er war von 1838 bis zu seinem Tod Erster Bürgermeister von München.

## Leben
Bauer erhielt seine Schulausbildung im Benediktinerkloster Ensdorf und in Amberg. Nach deren Abschluss nahm er an der Universität Landshut zunächst ein Theologiestudium auf, konzentrierte sich aber später auf das Feld der Rechtswissenschaft.
1813 trat er in den Dienst des Landgerichts Vilsbiburg und später in den der königlich-baierischen Staatsverwaltung ein. Seine Tätigkeit führte ihn über Landshut und Mindelheim 1833 nach München. Dort wurde er Kommissär bei der München-Augsburger Eisenbahn. Das Gemeindekollegium der Stadt München wählte ihn am 22. Januar 1838 zum Ersten rechtskundigen Bürgermeister.

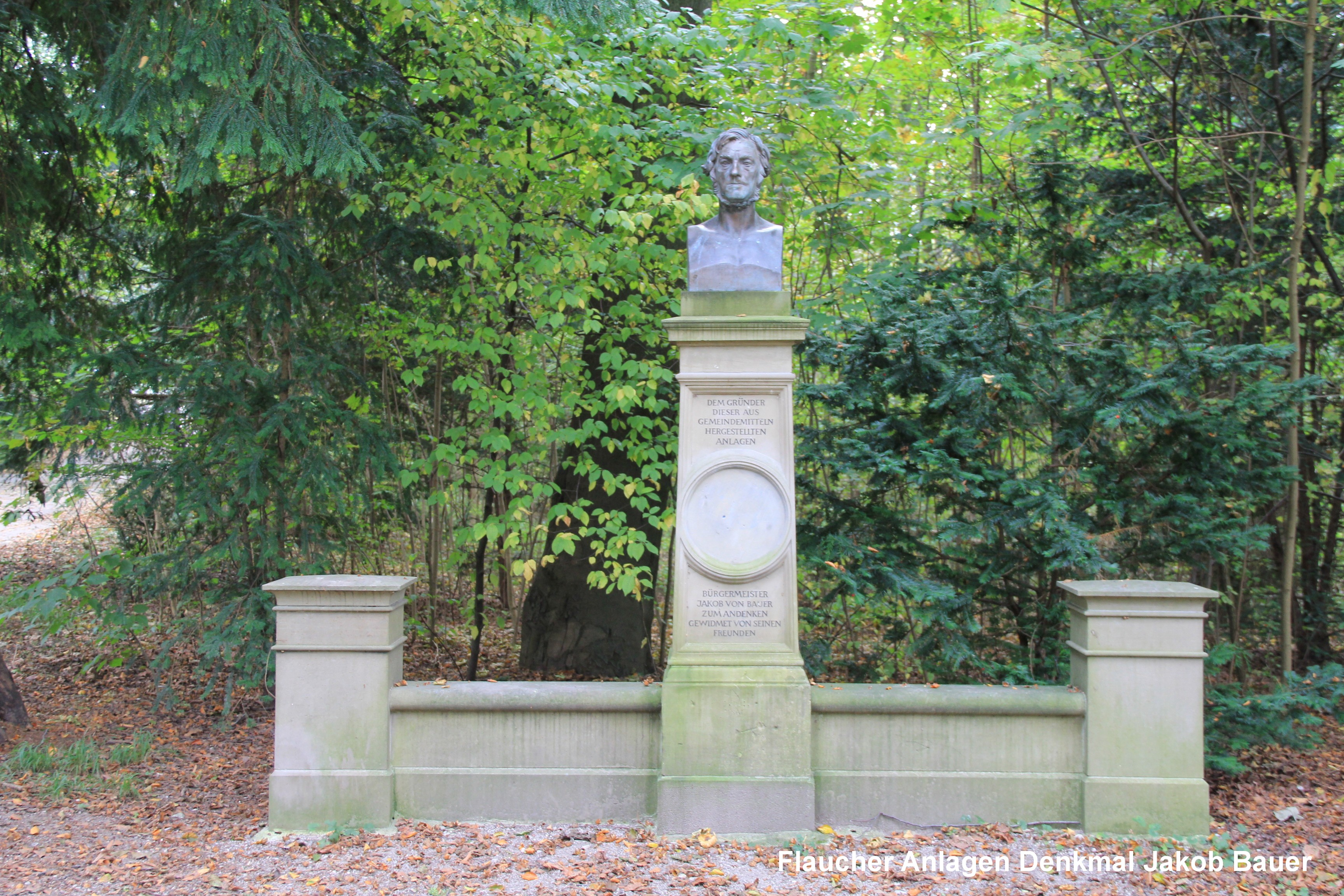
Bronzestatue Bauers in den Flaucher-Anlagen

In seiner Amtszeit legte er die Flaucheranlagen südlich von München auf dem Gebiet des heutigen Flaucher an der Isar an, in deren Mitte eine von seinen Freunden gestiftete Bronzestatue an ihn erinnert.
Bauer sah als seine Hauptaufgabe die Konsolidierung der maroden Stadtfinanzen an. Er legte sich mit König Ludwig I. an, der auf Kosten der Münchner viele seiner Prestigeprojekte baute. Bauer schrieb ein Buch über die finanzielle und politische Entmündigung der Bürger, das von der Regierung von Oberbayern verboten wurde.
Verheiratet war Jakob von Bauer mit Caroline von Kammerloher (* 1800, † 1871).

## Grabstätte
Die Grabstätte von Jakob Bauer befindet sich auf dem Alten Südlichen Friedhof in München (Neu Arkaden Platz 174 bei Gräberfeld 29) Standort. Das Originalgrab ist durch Kriegszerstörungen verloren. Ersatzweise wurde eine Gedenkplatte an der Grabstelle angebracht.

## Namensgeber für Straße
Nach Jakob Bauer wurde 1908 in München im Stadtteil Neuschwabing (Stadtbezirk 4 - Schwabing-West | Neuschwabing) Standort die Bauerstraße benannt.